# Gimlet Media
Gimlet Media är ett nordamerikanskt poddradionätverk bildat 2014. Programmen är inriktade mot dokumentärt historieberättande, men också företagande och radioteater. Nätverket grundades av This American Life-producenten Alex Blumberg och Matthew Lieber.

## Program
| Namn                 | Programledare                                | Tema            | Aktiva år |
| -------------------- | -------------------------------------------- | --------------- | --------- |
| Crimetown            | Marc Smerling Zac Stuart-Pontier             | Dokumentär      | 2016–     |
| Every Little Thing   | Flora Lichtman                               | Dokumentär      | 2017–     |
| Heavyweight          | Jonathan Goldstein                           | Dokumentär      | 2016–     |
| Homecoming           | Catherine Keener Oscar Isaac David Schwimmer | Radioteater     | 2016–     |
| Mogul                | Reggie Osse                                  | Dokumentär      | 2017–     |
| Mystery Show         | Starlee Kine                                 | Dokumentär      | 2015      |
| Reply All            | PJ Vogt Alex Goldman                         | Nätkultur       | 2014–     |
| Sampler              | Brittany Luse                                | Poddradio       | 2016      |
| Science Vs           | Wendy Zukerman                               | Vetenskap       | 2016–     |
| StartUp              | Alex Blumberg                                | Dokumentär      | 2014–     |
| Surprisingly Awesome | Adam Davidson Adam McKay Rachel Ward         | Kuriosa         | 2015–2017 |
| The Nod              | Brittany Luse Eric Eddings                   | Kultur          | 2017–     |
| The Pitch            | Josh Muccio                                  | Dokumentär      | 2017–     |
| Twice Removed        | A.J. Jacobs                                  | Familjehistoria | 2016–2017 |
| Uncivil              | Jack Hitt Chenjerai Kumanyika                | Historia        | 2017–     |
| Undone               | Pat Walters                                  | Dokumentär      | 2016–2017 |